# Store Matholmen
Store Matholmen est une île dans le landskap Sunnhordland du comté de Vestland. Elle appartient administrativement à Lindås.

## Géographie
Rocheuse et couverte darbres, à fleur d'eau, elle s'étend sur environ 232 m de longueur pour une largeur approximative de 170 m. 